# William Davidson Niven
William Davidson Niven (24 mars 1842 - 29 mai 1917) est un mathématicien et ingénieur électricien écossais.
Après une première carrière d'enseignant à Cambridge, Niven est directeur des études au Royal Naval College de Greenwich pendant trente ans.

## Biographie

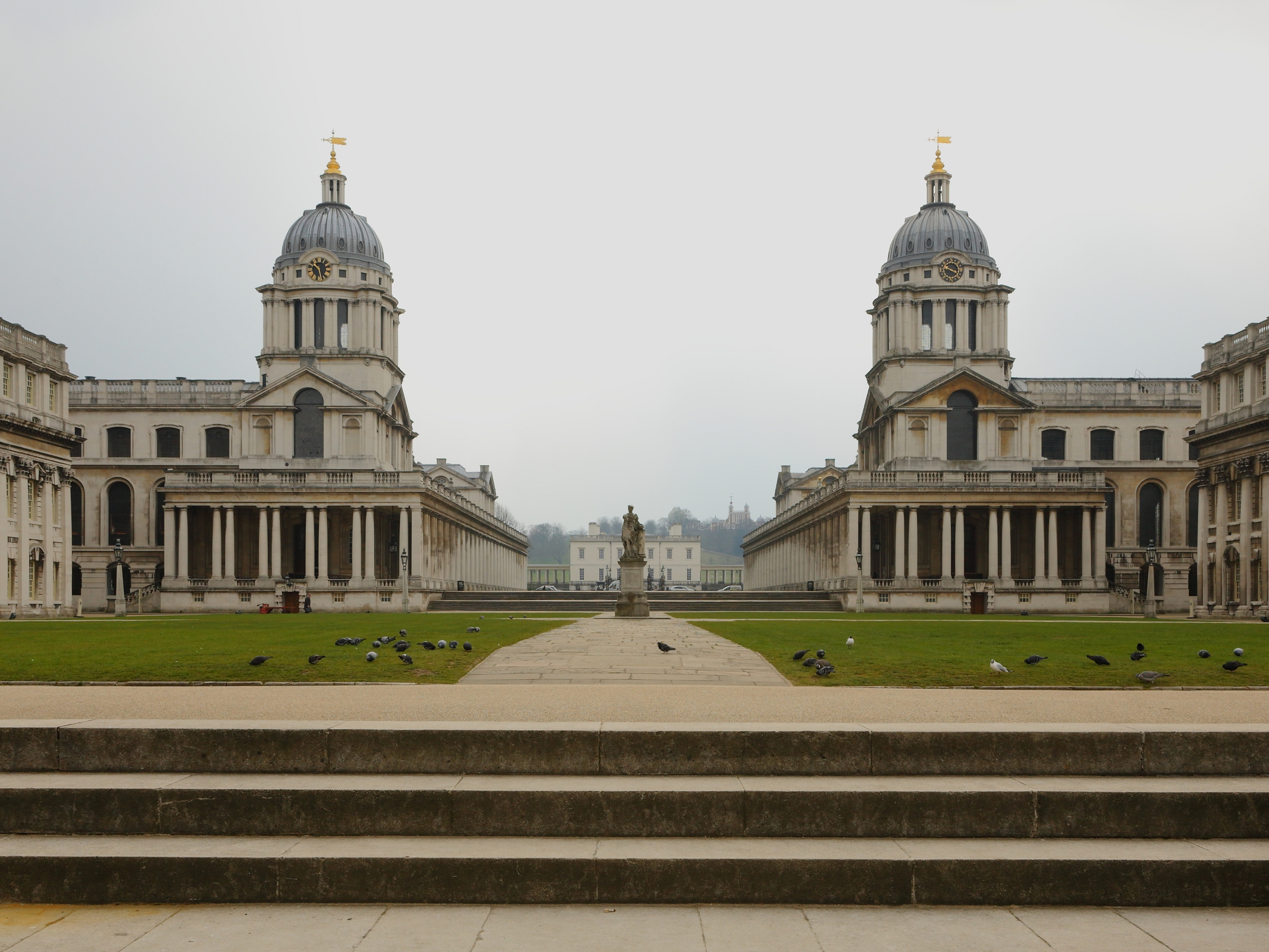
Collège naval royal de Greenwich

Niven est né à Peterhead dans l'Aberdeenshire, l'un des cinq frères mathématiciens notables : Charles et James les plus connus. Il est diplômé d'abord de l'Université d'Aberdeen  puis du Trinity College de Cambridge, où il est un Wrangler et est élu membre de son collège.
En 1882, Niven devient directeur des études au Collège naval de Greenwich, succédant à Thomas Archer Hirst . Il est nommé Compagnon de l'Ordre du Bain (division civile) dans les honneurs du jubilé de diamant de la reine Victoria en 1897. Il prend sa retraite en 1903, date à laquelle il est anobli en étant nommé Chevalier Commandeur de l'Ordre du Bain .
Niven est un collègue de James Clerk Maxwell (1831–1879), dont il publie les articles scientifiques après sa mort. Il est le professeur d'Alfred North Whitehead .
À la retraite, Niven vit à Eastburn, Sidcup, Kent, où il meurt en 1917 .